# Ciîjkî, Starîi Sambir
Ciîjkî (în ucraineană Чижки) este un sat în comuna Hrușatîci din raionul Starîi Sambir, regiunea Liov, Ucraina.

## Demografie
Componența lingvistică a localității Ciîjkî
     Ucraineană (99,61%)
Conform recensământului din 2001, majoritatea populației localității Ciîjkî era vorbitoare de ucraineană (99,61%), existând în minoritate și vorbitori de alte limbi.